# Ухта
Ухта́ (коми Уква) — город (с 1943 года) в Республике Коми Российской Федерации. Образует муниципальный округ «Ухта».
Второй по численности жителей город в республике. На реке Ухте началась первая в России добыча нефти.

## Этимология
Возник в 1929 году как посёлок нефтяников при впадении реки Чибью в реку Ухту и сначала назывался Чибью. В 1939 году посёлок переименован в Ухту, с 1943 года — город. Гидроним Ухта имеет древнее финно-угорское происхождение, о чём свидетельствует широкое распространение названий «Ухта» и его варианта «Охта» в гидронимии Севера европейской части России. По-видимому, существовал термин «ухта», означавший «река, протока».

## История
В Средние века земли нынешней Республики Коми входили в состав владений Новгородской республики, в конце XV века отошли к Московскому княжеству. Важнейшим товаром, вывозимым за пределы территории, была пушнина. Из-за сурового климата и отсутствия круглогодичных путей сообщения территория долгое время оставалась малонаселённой, хотя о находках здесь нефти было известно ещё в XV веке.

### Первое письменное упоминание о получении нефти в России
В первое письменное упоминание о получении нефти появилось в XVI веке. Путешественники описывали, как племена, жившие у берегов реки Ухты на севере Тимано-Печорской нефтегазоносной провинции, собирали нефть с поверхности реки и использовали её в медицинских целях и в качестве масел и смазок. Нефть, собранная с реки Ухты, впервые была доставлена в Москву в 1597 году.
Начало Ухтинским нефтепромыслам, расположенным на Ухте и её притоках Чути, Яреге, Нижнем Доманике, Чибью и Лыаёли, было положено в 1620-е годы.
В 1745 году рудоискатель Г. И. Черепанов «сыскал» нефтяной ключ, который истекал со дна реки. Вероятно, на его базе архангельский рудоискатель Фёдор Савельевич Прядунов основал нефтяной промысел. В 1745 году Берг-коллегия, учреждённая Петром Великим в 1719 году для заведования горным производством, разрешила основать на Ухте первый в России нефтяной «завод», который в 1753 году перешёл к вологодскому купцу А. И. Нагавикову, а затем к яренскому купцу М. С. Баженову.

### XVIII—XX вв.
Добыча нефти производилась периодически путём счерпывания с речной поверхности и из прибрежных ям. Годовой сбор составлял от 0,1 тонны (1749) до 0,86 тонны (1758). Всего до 1767 года добыто 3,6 т нефти. В 1748 году нефть с реки Ухты была доставлена в Москву, где в лаборатории Берг-коллегии осуществлена её перегонка.
В XIX — начале XX века бо́льшая часть территории нынешнего городского округа входила в Печорский уезд Архангельской губернии.
В 1868 году на средства М. К. Сидорова началась проходка скважины, которая была продолжена в 1872—1873 годах до глубины 52,9 м. Из этой и пробуренных более мелких скважин добыто 32 тонны нефти, которая направлялась на торгово-промышленные выставки, в университеты, музеи, использовалась для опытов, как топливо на пароходах, предназначенных для плавания по реке Печоре и морям Северного Ледовитого океана.

### XX век
Оживление наступило в 1907 году, когда на реке Яреге забурил скважину капитан Ю. А. Воронов, на реке Чути — генерал А. И. Абаковский и другие.
В 1911—1913 годах на Ухтинских нефтяных промыслах работала разведочная экспедиция Горного департамента под руководством инженера В. И. Стукачёва. Она пробурила 4 скважины, наряду с нефтью получила приток газа.
В 1914 году А. Г. Гансберг создал так называемый Варваринский промысел, на котором бурил, добывал нефть и построил нефтеперегонный (керосиновый) завод, который проработал до 1924 года.
В 1914—1917 годах разведку производило Русское товарищество «Нефть».
В 1918 году Ухтинские нефтепромыслы были национализированы.
В 1920—1921 годах Архангельский губернский Совет народного хозяйства организовал и наладил кустарную добычу нефти из скважин.
В годы Советской власти, с образованием Коми Автономной области, основная часть территории района была в составе Печорского округа, а при районировании Коми Автономной области в 1929 году эти земли вошли в Ижмо-Печорский район, затем — в Ижемский. 31 июля 1939 года Ижемский район был разделён на Ижемский и Ухтинский районы.
С 1931 года был создан и действовал Ухтапечлаг — управление лагерей ГУЛАГа.

## Основание города
В 1929 году ОГПУ снарядило на Ухту крупную экспедицию. Из Архангельска экспедиция прибыла морем на пароходе в устье Печоры, далее на речных судах до села Щельяюр, а затем до села Ижма, где оборудование было снова перегружено, и экспедиция отправилась вверх по рекам Ижме и Ухте.
21 августа 1929 года экспедиция, в составе которой было 125 человек — заключённых (политических, уголовников, «бытовиков»), раскулаченных, ссыльных, вольнонаёмных работников, охранников — прибыла к устью реки Чибью.
Началось строительство посёлка, получившего название Чибью (с 1939 года — Ухта).
На берегу к моменту прибытия экспедиции было только два старых строения. Был введён 12-часовой рабочий день без выходных, велись заготовки леса для зданий, провели телефонную линию в Усть-Ухту.
В октябре и декабре 1929 года прибыло ещё 2 этапа заключённых, и к началу 1930 года, здесь, по данным ухтинского краеведа и историка А. Н. Каневой, находилось около 200 человек. За полгода были возведены 2 барака, кухня, карцер и другие постройки. В ноябре 1929 года оформилась лагерная структура власти; начальником лагерного пункта был Я. М. Мороз. В официальных документах Трудколония Чибью именовалась Базой ухтинской экспедиции ОГПУ.
В октябре 1929 года в Ухту прибыл видный геолог Н. Н. Тихонович. Экспедиция пробурила несколько неглубоких структурных скважин. К весне 1930 года построили буровую (№ 5). Осенью 1930 года скважина дала промышленный приток девонской нефти.
В это же время в 20 км от Чибью (ныне посёлок Водный) была построена химическая лаборатория, в которой исследовались радиоактивные воды, природные и попутный газы, процессы бурения. В результате в 1931 году удалось организовать промысел, на котором радиевый концентрат впервые в мировой практике стали извлекать из подземных минерализированных вод (промысел так и назывался — Водный промысел; впоследствии слово «промысел» вышло из употребления, поселение стало называться Водный посёлок, а затем уже официально — посёлок Водный).
Вскоре было начато строительство автодороги Усть-Вымь — Ухта протяжённостью 260 километров, затем железной дороги Котлас — Воркута. Ухтинская нефть получала выход к промышленным центрам страны.
6 июня 1931 года на базе Ухтинской экспедиции ОГПУ в результате реорганизации Управления северных лагерей ОГПУ особого назначения (УСЕВЛОН, УСЛОН, СЕВЛОН) был создан Ухтпечлаг. Численность УХТПЕЧлага, согласно данным книги Альгирдаса Шеренаса «Воркутинские лагеря смерти», глава «Сталинские лагеря Коми АССР» — около 90 000 человек.
В 1932 году построили небольшую электростанцию для освещения посёлка, открыли первую школу для детей вольнонаёмных, заложили рабочий городок для спецпереселенцев и колонизированных, совхоз в 1 км от устья Чибью (в Ыджыде).
В 1936 году в Чибью имелись двухэтажные деревянные дома для вольнонаёмных и колонизированных, бараки для заключённых, школа, учебный корпус и общежитие горного техникума, клуб-театр (в лагере была организована театральная труппа из заключённых), парк с летним театром, универмаг, стадион, столовая, гостиница, действовали водопровод, канализация, радиосеть.
Вольнонаёмных в 1937 году в Чибью насчитывалось 1220 человек. 26 октября 1938 года посёлок Чибью Ижемского района Печорского округа Коми АССР был преобразован в рабочий посёлок; лагерные власти уступили руководство гражданской администрации.

### 1939—2008
В 1939—1940 годах, по данным А. Сивковой, руководство Коми АССР выдвинуло идею о переносе столицы республики из Сыктывкара в Ухту, в 333 км к северо-западу от Сыктывкара, чтобы приблизить республиканские органы власти к северным районам, освоение которых активно велось в это время; предполагалось, что перенос столицы будет способствовать «дальнейшему продвижению культуры на север». Обустройство новой столицы Коми АССР должно было осуществиться за 3 года силами заключённых, собранных со всех лагерей республики. Совнарком СССР отложил рассмотрение этого предложения до 1941 года, а начавшаяся война помешала осуществлению плана.
В предвоенные годы построена первая шахта для добычи тяжёлой нефти на Ярегском месторождении. На Седъёльском месторождении были разведаны значительные запасы природного газа. В 1941 году впервые в стране началась промышленная добыча газа, а также промышленное производство канальной сажи на заводе у деревни Крутой (ныне посёлок Верхнеижемский Сосногорского района).
21 ноября 1943 года рабочий посёлок Ухта получил статус города.
После войны высокими темпами развивались нефтегазовая и перерабатывающая промышленность, промышленность строительных материалов и стройиндустрии. Для доставки нефти и газа были построены трубопроводы.
В 1959 году построен первый крупнопанельный дом.
В настоящее время Ухта обладает развитым промышленным потенциалом, разнообразной и хорошо изученной сырьевой базой, её экономика отличается преобладанием перерабатывающих отраслей, наличием хорошо развитой производственной инфраструктуры.

## Административный и муниципальный статус
В рамках административно-территориального деления он вместе с четырьмя посёлками городского типа (Боровой, Водный, Шудаяг, Ярега) и тринадцатью сельскими населёнными пунктами включён в состав города республиканского значения Ухта — административной единицы со статусом, равным статусу районов. Как муниципальное образование, город республиканского значения Ухта включен в состав Ухтинского городского округа.

## Физико-географическая характеристика
Расположен в центральной части Республики Коми.
Граничит с округами и районами «Город Сосногорск», «Ижемский район», «Княжпогостский район», «Усть-Куломский район», «Усть-Цилемский район», «Корткеросский район».
Стоит на полого-увалистом, холмистом плато, расчленённом реками и ручьями бассейна реки Ижмы. Наиболее крупные притоки Ижмы — реки Ухта, Седью, Тобысь, Кедва. Водораздельные пространства заболочены.
Городская территория лежит на водоразделе и в долинах реки Ухты и её притока Чибью в пределах пониженной части Тиманского кряжа, в 314 км к северо-востоку от Сыктывкара.

### Климат
Климат района Ухты умеренно-континентальный. Среднегодовая температура воздуха — −1,1 °C. Лето тёплое, но не жаркое — средняя температура самого тёплого месяца, июля — +16,5 °C. Средняя температура самого холодного месяца, января — −16,5 °C. Город Ухта приравнен к районам Крайнего Севера.
Среднее многолетнее количество осадков — 700 мм, из них 30 % приходится на холодный период года, 70 % — на тёплый (24 мм — минимум, наблюдается в феврале; 64 мм — максимум, в августе и сентябре).
Снежный покров появляется в среднем в первой декаде октября. Образование устойчивого снежного покрова отмечается в последнюю неделю октября, а его разрушение, в среднем, приходится на последнюю неделю апреля. Окончательный сход снега происходит в середине мая. Среднее число дней со снежным покровом составляет 188—193 дня.
Глубина промерзания почвы — до 2,0—2,1 м; многолетней мерзлоты нет.
В среднем за год наблюдается 32 дня с туманом.
Неблагоприятные и опасные явления погоды: метели, грозы, град и гололёд. В среднем за год наблюдается 43 дня с метелью, 17—19 дней с грозами и до 55 дней с обледенением всех типов.
| Параметр                | Месяц | Месяц | Месяц | Месяц | Месяц | Месяц | Месяц | Месяц | Месяц | Месяц | Месяц | Месяц | Год  |
| Параметр                | I     | II    | III   | IV    | V     | VI    | VII   | VIII  | IX    | X     | XI    | XII   | Год  |
| Температура воздуха, ºC | -17,3 | -15,8 | -8,9  | -0,5  | 5,4   | 12,1  | 15,7  | 12,7  | 6,6   | -1,4  | -8,5  | -13,6 | -1,1 |
| Осадки, мм              | 31    | 24    | 27    | 33    | 43    | 54    | 61    | 64    | 64    | 60    | 41    | 38    | 540  |
| Скорость ветра          | 4,1   | 4,1   | 4,4   | 4,0   | 4,3   | 3,9   | 3,3   | 3,2   | 3,7   | 4,2   | 4,2   | 4,0   | 4,0  |

| Показатель                                         | Янв.  | Фев.  | Март  | Апр.  | Май   | Июнь | Июль | Авг. | Сен. | Окт.  | Нояб. | Дек.  | Год  |
| -------------------------------------------------- | ----- | ----- | ----- | ----- | ----- | ---- | ---- | ---- | ---- | ----- | ----- | ----- | ---- |
| Абсолютный максимум, °C                            | 2,5   | 3,0   | 13,0  | 23,8  | 30,1  | 33,5 | 35,2 | 32,5 | 27,4 | 20,0  | 8,2   | 3,6   | 35,2 |
| Средний суточный максимум, °C                      | −13,1 | −10,9 | −2,4  | 4,6   | 12,0  | 19,0 | 22,1 | 17,3 | 10,7 | 2,8   | −6    | −10,6 | 3,8  |
| Средняя температура, °C                            | −16,5 | −14,7 | −6,8  | −0,5  | 6,3   | 13,3 | 16,5 | 12,4 | 6,9  | 0,4   | −8,9  | −13,8 | −0,5 |
| Средний суточный минимум, °C                       | −20   | −18,1 | −10,9 | −5    | 1,5   | 8,2  | 11,6 | 8,4  | 4,0  | −1,8  | −11,3 | −17,2 | −4,2 |
| Абсолютный минимум, °C                             | −48,5 | −43,9 | −39,2 | −28,4 | −16,9 | −4,2 | −0,4 | −3,9 | −8,8 | −26,4 | −37,8 | −49   | −49  |
| Норма осадков, мм                                  | 32    | 26    | 29    | 28    | 44    | 66   | 71   | 69   | 54   | 55    | 40    | 39    | 553  |
| Источник: Погода и климат Норма за 1981 - 2010 гг. |       |       |       |       |       |      |      |      |      |       |       |       |      |

### Растительный мир
Растительный покров достаточно разнообразен, характеризуется преобладанием еловых и сосновых лесов.
Среди ельников на более возвышенных участках преобладают зеленомошники, на пониженных — заболоченные сфагновые типы ельников.
Сосняки преимущественно лишайниково-зеленомошные и зеленомошные, а в понижениях и по краям болот — заболоченные.
Болота распределены небольшими мелкими участками по всей площади.
Много вторичных мелколиственных, преимущественно берёзовых, лесов.

### Животный мир
Териофауна представлена млекопитающими 35 видов из 6 отрядов и 15 семейств. Значительная часть млекопитающих имеет практическую значимость, являясь либо объектами промысла, либо объектами охоты промысловых хищников (мелкие мышевидные грызуны). К промысловым млекопитающим относятся: белка, лисица, медведь бурый, куница лесная, горностай, норка европейская, выдра речная, лось, кабан. Как и промысловые птицы, эти звери являются лишь объектами любительской охоты. Медведь бурый, выдра речная, лось и кабан по правилам охоты Республики Коми промышляются только по специальным разрешениям (лицензиям).
Орнитофауна представлена 115 видами из 12 отрядов и 35 семейств. Наиболее многочислен отряд воробьинообразных, который включает до 58 видов, что составляет ~50 % списочного состава орнитофауны.

### Памятники природы
- Скальные выходы Тиманского кряжа с остатками растительности и реликтовыми насекомыми по берегам рек Ухты, Седью, Доманика, Чути.Река Чуть. Чутьинский геологический памятник, выход известняков и горючих сланцев верхнедевонского периода со следами морской жизни
- Обнажения с минералами и окаменелостями девонского, каменноугольного и юрского периода на реках Ухте, Доманик, Чути, Седью, Сюзью, Ижме, Бадьиоли.
- Карст (карстовые котловины, провальные воронки, пещеры и исчезающие речки и ручьи) на Тимане, на реках Чути, Седью, Ижме, Ухте, Ухтарке.
- Ухтинский геологический памятник, создан 29 марта 1984 года. Расположен по течению реки Ухта от урочища Сирачой до устья реки. Отложения нижней части Ухтинской свиты франского яруса верхнего девона представлены известняками и доломитами с прослоями глин, алевролитов, реже песчаников. Имеет научное значение.Морские кораллы верхнедевонского периода (360—380 млн лет) из Бельгопского карьера Ухты
- Цветение пиона уклоняющегося на берегу реки Ухты Лыаёльский геологический памятник, расположен в среднем течении реки Лыаёль и в нижнем течении реки Седью — левых притоков реки Ижмы. Коренные выходы отложений франского яруса верхнего девона: лыаёльской свиты, представлен известняками доманикового типа, битуминозными мергелями. Уникальное совместное местонахождение ископаемой фауны глубоководных и нормальных морских условий: аммоноидей, брахиопод, остракод, конодонтов, спор и пыльц.
- Имеет исключительное научное значение.
- Нефтьёльский геологический памятник, создан 29 марта 1984 года. Расположен на правом берегу реки Ухты между устьями ручья Нефтьель и рекой Ярегой. Стратотипичный разрез тиманской свиты верхнего девона представлен пёстроокрашенными глинами с маломощными линзами и пропластками органогенного известняка. Богатый комплекс брахиопод, пелицепод, гастропод, остракод, конодонтов.
- Чутьинский геологический памятник, создан 29 марта 1984 года. Расположен на правом берегу реки Ухты в районе устья реки Яреги, по правому берегу последней в 1 км от устья и по левому берегу её притока реки Чуть в районе моста. Разрез стратотипичной усть-ярегской свиты верхнего девона представлен отложениями зеленовато-серых глин с прослоями узловатых органогенных известняков. Богатый комплекс ископаемой фауны морских организмов: брахиопод, остракод, кораллов и др.
- Чутьинский комплексный заказник, создан 24 октября 1967 года для сохранения благоприятных условий воспроизводства ценных промысловых животных. Расположен в верховьях реки Чуть, левого притока реки Ухты. Преобладают еловые и сосновые леса, черничники, долгомошники и сфагновые. Встречаются лиственничники-черничники. Высота древостоя 12—18 м, максимальная до 30 м, средний диаметр сосны — до 22, ели — 20—24, лиственницы — до 24 см.Фрагмент окаменелости из скального берега реки Чуть со следами морской фауны вернего девона
- Белая Кедва, комплексный заказник. Представляет особую ценность, на его территории выявлены множественные популяции редких видов растений, лишайников, позвоночных и беспозвоночных животных.
- Параськины озёра, Ухтарка, Ухта, озеро Усть-Ухтинское.
- Минеральные источники с целебной водой, расположенные в районе города.

## Население
| 1939     | 1959     | 1967     | 1970     | 1973     | 1975     | 1976     | 1979     | 1982     |
| -------- | -------- | -------- | -------- | -------- | -------- | -------- | -------- | -------- |
| 2700     | ↗36 154  | ↗53 000  | ↗62 923  | ↗72 000  | ↗80 000  | →80 000  | ↗87 467  | ↗93 000  |
| 1986     | 1987     | 1989     | 1991     | 1992     | 1993     | 1994     | 1996     | 1997     |
| ↗102 000 | ↗105 000 | ↗110 548 | ↗112 000 | ↗112 100 | ↘111 000 | ↘109 000 | ↘104 100 | ↘103 000 |
| 1998     | 1999     | 2000     | 2001     | 2002     | 2003     | 2004     | 2005     | 2006     |
| ↘101 000 | ↘99 400  | ↘97 500  | ↘96 000  | ↗103 340 | ↘103 300 | ↘102 900 | ↗103 100 | ↗103 300 |
| 2007     | 2008     | 2009     | 2010     | 2011     | 2012     | 2013     | 2014     | 2015     |
| ↗103 500 | ↘103 400 | ↗103 407 | ↘99 591  | ↗99 600  | ↗99 847  | ↘99 513  | ↘99 155  | ↘98 894  |
| 2016     | 2017     | 2018     | 2019     | 2020     | 2021     | 2024     | 2025     |          |
| ↘98 293  | ↘97 806  | ↘97 087  | ↘95 960  | ↘93 716  | ↘79 899  | ↘77 187  | ↘77 164  |          |

На 1 января 2025 года по численности населения город находился на 208-м месте из 1124 городов Российской Федерации.
На 1 января 2010 года (без учёта населённых пунктов, входящих в состав муниципального образования) в Ухте насчитывалось 103 675 человек, и город был внесён в Список городов России с населением более 100 тысяч жителей (161-е место среди городов России), однако, согласно данным переписи, на декабрь 2010 года в городе насчитывалось 99 642 человека (всего в городе Ухте с подчинёнными его администрации населёнными пунктами — 121 596 человек).

## Экономика
Основа экономики города — газовая и нефтяная промышленность.
Ухта находится в пределах Тимано-Печорского бассейна, важного нефтегазодобывающего региона. Нефтяные месторождения находятся к югу от города. Часть Ухтинской нефти перерабатывается на местном уровне, однако большая её часть поступает по трубопроводам на нефтеперерабатывающие заводы между Санкт-Петербургом и Москвой. Основными отраслями экономики являются нефтяная, деревообрабатывающая и металлообрабатывающая промышленность. С 1990-х годов на расстоянии восьми километров от города произошло несколько взрывов газопровода.

### Промышленность
- ТПП «Лукойл-Ухтанефтегаз» — крупнейшее предприятие по добыче нефти и газа на юге Тимано-Печорской нефтегазоносной провинции, входит в состав ООО «Лукойл-Коми»
- Северный филиал ООО «Лукойл-Северо-Западнефтепродукт» — самый крупный филиал ООО «Лукойл-СЗНП», обеспечивающий работу 88 АЗС на территории четырёх субъектов Российской Федерации: в Республике Коми, Архангельской области, Ненецком и Ямало-Ненецком автономных округах[41].
- ООО «Лукойл-Ухтанефтепереработка» (Лукойл) мощностью по переработке 3,2 млн т нефти в год[42].
- ООО «Газпром трансгаз Ухта» — дочернее газотранспортное предприятие ПАО «Газпром».
- АО «Транснефть — Север» ПАО «Транснефть» (Магистральный Нефтепровод Уса — Ухта) концевые сооружения нефтеперекачивающей станции «Ухта-1» — ПСУ «Ухта», (Магистральный Нефтепровод Ухта — Ярославль)
- ООО «Газпром переработка» — предприятие по комплексной переработке газа и газового конденсата
- Ухтинский экспериментально-механический завод[43]
- Ухтинский завод глиняного кирпича

### Транспорт
- Железнодорожная станция в составе Сосногорского отделения Северной железной дороги
- Аэропорт Ухта. Коммерческие пассажирские перевозки осуществляют авиакомпании Северсталь, Комиавиатранс, ЮТэйр.[44]
- Автобусы — городские, пригородные, междугородние маршруты.

Из города курсируют междугородние автобусы: Ухта — Сыктывкар, Ухта — Киров, Ухта — Уфа, Ухта — Чебоксары, Ухта — Нижний Одес, Ухта — Вуктыл, Ухта — Троицко-Печорск.
Пригородные автобусы: Ухта — Сосногорск, Ухта — Ярега, Ухта — Шудаяг, Ухта — Боровой, Ухта — Водный, Ухта — Седью, Ухта — Первые Водненские дачи. Ухта — Ираёль — Ижма, Ухта — Ижма — Усть-Цильма.
Проектировщики нового генерального плана развития предлагают ввести в городе троллейбусное движение.

### Связь
Основу мобильных коммуникаций составляют операторы сотовой связи МТС, МегаФон, БиЛайн и Теле2. Вся территория города и близлежащих посёлков имеет хорошее покрытие 3G. В городе есть кабельное телевидение и высокоскоростной интернет от компании ГСП, высокоскоростной интернет, телефонная связь и цифровое телевидение от компании «Ростелеком», высокоскоростной интернет от компании Centr.LAN.

### Мониторинг и охрана окружающей среды
Регулярные наблюдения за химическим составом атмосферных осадков в Ухте начали вести с июня 1992.
Кислотность осадков, измеренная в суммарных среднемесячных пробах, в 1992 в Ухте составила 6,5 (норма — 5,7).
Среднегодовая величина минерализации осадков в Ухте в 1993: сульфаты — 20,14 мг/л; карбонаты — 28,49 мг/л.
Выбросы загрязняющих веществ от стационарных источников в Ухте в 1993: диоксид серы — 0,708; твёрдые вещества — 2,129; оксид углерода — 3,734; оксиды азота — 5,429; углеводороды — 79,772; всего — 110,641.
| Токсикант                 | 1989  | 1990      | 1991      | 1992     | 1993      |
| Пыль                      | 0,1   | 0,1       | 0,1       | 0,1      | 0,1       |
| Пыль                      | 0,9   | 0,9       | 0,9       | 0,7      | 0,6       |
| Сернистый газ             | 0,01  | 0,004     | 0,003     | 0,002    | 0,001     |
| Сернистый газ             | 0,06  | 0,029     | 0,034     | 0,039    | 0,030     |
| Оксид углерода            | 1,0   | 1,0       | 2,0       | 1,0      | 1,0       |
| Оксид углерода            | 17,0  | 8,0       | 9,0       | 12,0     | 12,0      |
| Двуокись азота            | 0,03  | 0,02      | 0,02      | 0,01     | 0,02      |
| Двуокись азота            | 0,050 | 0,15      | 0,14      | 0,37     | 0,42      |
| Сероводород               | 0,002 | 0,001     | 0,001     | 0,001    | 0,001     |
| Сероводород               | 0,020 | 0,010     | 0,009     | 0,013    | 0,018     |
| Метилмеркаптан            | –     | 3,4*10−5  | 3,2*10−5  | 3,0*10−5 | 2,7*10−5  |
| Метилмеркаптан            | –     | 22,0*10−5 | 12,2*10−5 | 9,8*10−5 | 13,5*10−5 |
| Растворимые сульфаты      | 0,01  | 0,00      | 0,00      | 0,00     | 0,00      |
| Растворимые сульфаты      | 0,04  | 0,00      | 0,09      | 0,01     | 0,01      |
| Бенз(а)пирен, мкг/м³*10−3 | 0,4   | 1,3       | 0,9       | 0,6      | 0,5       |
| Бенз(а)пирен, мкг/м³*10−3 | 0,9   | 2,9       | 1,8       | 1,1      | 1,7       |

## СМИ

### FM радиостанции
- Радио России / ГТРК Коми Гор (87,9 МГц)
- Новое радио (88,3 МГц)
- Радио ТВ (Твоя Волна) (91,0 МГц)
- Радио ПИ FM (91,4 МГц)
- Дорожное радио (100,2 МГц)
- Радио Ваня (101,0 МГц)
- Авторадио (101,4 МГц) и (105,4 МГц)
- Милицейская Волна (101,9 МГц)
- Русское Радио (102,4 МГц)
- Европа Плюс (102,9 МГц)
- Радио ENERGY (103,5 МГц)
- Радио Шоколад (103,9 МГц)
- Хит FM (104,5 МГц)
- Радио Рекорд (105,0 МГц)
- Радио Дача (105,8 МГц)
- Love Radio (106,7 МГц)
- Ретро FM / (ПЛАН) Радио Для Двоих (107,2 МГц)
- Наше Радио (107,7 МГц)

### Телеканалы
В городе вещают первый и второй мультиплексы цифрового телевидения
Региональный телеканал:
- Юрган (КРТК)
- Известия-Ухта (КРТК)
- ГСП

## Здравоохранение
Федеральные государственные бюджетные учреждения здравоохранения по Республике Коми:
- Городская больница № 1, находящаяся в пригородном посёлке Шудаяг (ранее Сангородок)
- Подстанция скорой медицинской помощи
- Детская городская больница
- Детская поликлиника
- Республиканский центр микрохирургии глаза
- Ухтинская физиотерапевтическая поликлиника (ранее Грязелечебница)
- Городская поликлиника (два корпуса в Ухте — «Поликлиника № 1 и № 2» + женская консультация — подразделение городской поликлиники, Поликлиника № 2 — посёлок Ярега, Поликлиника № 3 — посёлок Водный)
- Стоматологическая клиника
- Ухтинский межтерриториальный родильный дом
- Кожно-венерологический диспансер
- Ухтинская станция переливания крови
- Ухтинский психоневрологический диспансер
- Ухтинский психоневрологический интернат

## Система образования

### Общее и дополнительное образование
Система образования муниципального образования городского округа «Ухта» представлена различными типами и видами образовательных учреждений:
- 43 дошкольных образовательных учреждения
- 1 начальная школа-детский сад
- 2 начальные общеобразовательные школы: одна в посёлке Ярега, вторая — негосударственная школа для детей-инвалидов им. Троханович
- 1 негосударственная основная общеобразовательная школа «Росток»
- 1 основная общеобразовательная школа посёлка Югэр
- Лицей № 1 (Гуманитарно-педагогический) в Ухте. Парк КиО, река Чибью3 лицея: технический лицей имени Г. В. Рассохина, гуманитарно-педагогический лицей, лицей информационных технологий.
- 1 гимназия — Гимназия иностранных языков
- 3 средние общеобразовательные школы с углублённым изучением отдельных предметов
- 17 средних общеобразовательных школ
- 1 вечерняя (сменная) общеобразовательная школа
- 1 специальная (коррекционная) общеобразовательная школа VIII вида
- 1 муниципальное образовательное учреждение для детей, нуждающихся в психолого-педагогической и медико-социальной помощи «Центр психолого-педагогической реабилитации и коррекции»;
- 3 учреждения дополнительного образования: центр юных техников г. Ухты, детский центр искусств, центр детского творчества имени Г. А. Карчевского;
- I и II детские музыкальные школы, детская художественная школа;
- Санаторная школа-интернат № 4 пгт. Шудаяг

В образовательных учреждениях обучаются свыше 10 тысяч человек.

### Техникумы и училища
- Ухтинский промышленно-экономический лесной колледж
- Ухтинский медицинский колледж
- Ухтинский техникум железнодорожного транспорта
- Ухтинский горно-нефтяной колледж
- Ухтинский индустриальный техникум
- Ухтинский педагогический колледж
- Учебно-производственный центр ООО «Газпром трансгаз Ухта»

### Высшее образование
- Ухтинский государственный технический университет — основан в 1958 году как учебно-консультационный пункт Московского института нефтехимической и газовой промышленности имени И. М. Губкина

## Спорт и физическая культура
- Плавательный бассейн «Юность»;
- Плавательный бассейн «Планета университет»;
- Спортивный комплекс «Нефтяник»;
- Спортивный комплекс «Буревестник»;
- Универсальный спортивный комплекс «Ухта»;
- Спортивный комплекс «Центр силовых видов спорта Ухты „Пауэр-Ухта“»;
- Центр единоборств имени Э. Захарова;
- Ледовый дворец спорта имени С. Капустина;
- Муниципальное учреждение «Спортивная школа № 1»;
- Муниципальное учреждение «Спортивная школа № 2».

### Спортивные команды
На май 2023 года единственным профессиональным спортивным клубом в городе является МФК «Ухта», выступающий в мини-футбольной PARI-Суперлиге. Фарм-клуб «Ухты» «Ухта-дубль» выступает в Высшей лиге, втором дивизионе российского футзала, в зоне «Восток». Также молодежные команды МФК «Ухта» представлены в Юниорлиге-U16 и U18 соответственно. Детские и юношеские команды академии клуба участвуют в различных соревнованиях городского, республиканского и межрегионального уровня.
В своё время в Ухте базировался баскетбольный клуб «Планета-Университет», выступавший в студенческих и профессиональных соревнованиях. Также в Студенческой хоккейной лиге выступают мужской и женский клубы «Планета-Университет».

## Библиотеки
- Библиотека семейного чтения. Открыта 5 января 1995 года[46].

## Музеи
- Государственный музей «Природа Земли», открыт 30 апреля 1948 года[47]; в музее собрана большая коллекция рыб, моллюсков и насекомых[47]; основателем музея был Кирилл Фёдорович Седых[48];
- Ухтинский историко-краеведческий музей нефти и газа (улица Мира, 5б) с кабинетом А. Я. Кремса (улица Кремса, 3);
- Комплекс выставочных залов ООО «Газпром трансгаз Ухта» (проспект Ленина, 50), открыт 14 ноября 2003 года[49];
- Музей памяти Чернобыльской катастрофы 26 апреля 1986 года.

## Театры
- Ухтинский народный драматический театр под управлением Веры Михайловны Гой (основан в 1934 году);
- Театр-студия «Фрески» (при Ухтинском государственном техническом университете);
- Ухтинский образцовый театр «Ровесник»;
- Театральная студия «Дружба».

## Архитектура
Окружённая со всех сторон отрогами Тимана, Ухта красива по-своему, особенно та часть города, которая построена в 1952—1958 годах по проектам заключённых архитекторов П. К. Мурзина и Н. П. Жижимонтова. Ансамбль улицы Мира и примыкающих к ней кварталов, жителями города называемый «Старым городом», подкупает своей теплотой, архитектурным единством, цветовым решением, своим особым вкраплением архитектурных деталей, благоустройством и озеленением.
Прекрасными памятниками вписались в застройку Ухты отдельные здания и сооружения: в 1946 году по проекту Л. И. Константиновой построен горно-нефтяной техникум, в 1949 году по проекту Н. Ф. Рыбина — железнодорожный техникум.

По проектам Н. П. Жижимонтова и П. К. Мурзина построены Управление «Ухткомбината» (1950) на остром углу улиц Октябрьской и Первомайской с ротондой и пилонами, Центральный дом культуры нефтяников (1951). В 1953 году по проекту А. Ф. Орлова построено здание горисполкома с колоннами в центре и ризалитами по бокам фасада.
Здание Дома техники (ныне Городского Дворца культуры) (архитектор О. Г. Ни) стало одним из лучших, построенных в Ухте в конце XX века.

## Известные уроженцы
- Алексеев, Александр Иванович (Герой России) (1952—1996) — подполковник ФСБ РФ, участник Первой чеченской войны, Герой Российской Федерации (1996, посмертно).
- Алиев, Дмитрий Сергеевич (1 июня 1999) — российский фигурист, выступающий в мужском одиночном катании.
- Державин, Андрей Владимирович (20 сентября 1963) — советский и российский музыкант, певец, композитор, аранжировщик, лидер группы «Сталкер» и основатель одноимённой продюсерской компании.
- Павлов Арсен Сергеевич (Моторола) (2 февраля 1983 — 16 октября 2016) — участник вооружённого конфликта на востоке Украины, командир противотанкового специального подразделения «Спарта» непризнанной Донецкой Народной Республики. Полковник вооружённых сил ДНР. Герой Донецкой Народной Республики (21 февраля 2015 года).
- Емельянов, Сергей Витальевич (2 сентября 1993 года) — российский государственный и общественный деятель, топ-менеджер в сфере культуры. Министр культуры, туризма и архивного дела Республики Коми (2016—2021 гг.). Председатель Координационного совета по культуре Северо-Западного федерального округа (2018—2022 гг.). Директор Национального драматического театра России (Александринского театра) с апреля 2021 года. Член Комиссии Государственного Совета Российской Федерации по направлению «Культура» (с 2022 года).
- Капустин, Сергей Алексеевич (1953—1995) — советский хоккеист. Заслуженный мастер спорта СССР (1975). Старший брат Игоря Капустина.
- Русский, Егор Анатольевич (14 февраля 1987) — военный, общественный и государственный деятель Луганской Народной Республики и России, бизнес тренер и кризис менеджер. Участник задержания украинского штурмана, Героя Украины Надежды Савченко
- Самойлова, Юлия Олеговна (7 апреля 1989) — российская певица. Представляла Россию на конкурсах песни Евровидение-2017 и Евровидение-2018. Является попечителем фонда поддержки детей с тяжёлыми жизнеугрожающими и хроническими заболеваниями, в том числе редкими (орфанными) заболеваниями «Круг добра» (с 2021).
- Сухоруков, Александр Николаевич (22 февраля 1988 года) — российский пловец, член национальной сборной России с 2004 года. Серебряный призёр Олимпиады в Пекине. Муж Маргариты Мамун
- Фонда, Ольга (1 октября 1982) — американская актриса и фотомодель русского происхождения.
- Чуприян, Александр Петрович (23 марта 1958) — российский государственный деятель. Первый заместитель министра Российской Федерации по делам гражданской обороны, чрезвычайным ситуациям и ликвидации последствий стихийных бедствий (с 4 июля 2018 года), временно исполняющий обязанности министра (2021—2022). Доктор технических наук (2007). Генерал-полковник внутренней службы (2008).

## Города-побратимы
- Нарьян-Мар (Россия)[50]
- Гродно (Беларусь)